# هربرت بيكر (سياسي)
هربرت بيكر هو سياسي كندي، ولد في 18 ديسمبر 1866، وتوفي في 21 ديسمبر 1941.